# Leon Hardy Canfield
Leon Hardy Canfield (auch Leon H. Canfield, * 3. Oktober 1886 in Binghamton, Broome County, New York, Vereinigte Staaten; † 15. Juni 1980 in Honolulu, Hawaii, Vereinigte Staaten) war ein US-amerikanischer Historiker und Pädagoge.

## Leben

### Familie und Ausbildung
Der aus der im US-Bundesstaat New York gelegenen Stadt Binghamton stammende Leon Hardy Canfield, Sohn des Andrew Canfield und der Phebe Canfield, geborene Hardy,  wandte sich nach dem High-School-Abschluss dem Studium der Geschichtswissenschaften an der Syracuse University, 1908 graduierte er zum Bachelor of Arts. 1913 erfolgte an der Columbia University seine Promotion zum Doctor of Philosophy (Ph. D.).
Leon Hardy Canfield vermählte sich am 31. August 1908 mit Luella Kinyon. Der Beziehung entstammten die Kinder Leon und Edith, verehelichte Gaylord. Nach dem Tod seiner ersten Frau heiratete er am 17. Dezember 1955 Estelle R. Hess. Er starb im Juni 1980 im Alter von 93 Jahren.

### Beruflicher Werdegang
Leon Hardy Canfield war seit 1909 als Instructor in History, später als Professor of American History am City College of New York angestellt, 1942 trat er zurück. In den Jahren 1917 bis 1942 wirkte Canfield als  Supervisor of History an der Townsend Harris High School. Nach seinem Ausscheiden aus dem City College of New York war er von 1943 bis 1946 als Leiter der Upper School und Master of History and Social Studies an der Brunswick School in Greenwich im US-Bundesstaat Connecticut tätig. 1947 wurde Canfield zum Leiter des Social Science Departements am Fairleigh Dickinson College bestellt, 1950 wurde er zum Professor ernannt, 1956 wurde er emeritiert.
Der insbesondere durch Abhandlungen betreffend die Geschichte Nordamerikas hervorgetretene Leon Hardy Canfield war Mitglied der American Historical Association. 1956 verlieh ihm die Fairleigh Dickinson University den Grad des Doctor of Laws.

## Publikationen
- The early persecutions of the Christians. Ph.D Columbia University 1913, New York, 1913
- The United States in the making. in: Harvard social studies textbooks preservation microfilm project, 03050. Houghton Mifflin Co., Boston, 1948
- zusammen mit Sidney J. Kronish: Contemporary society; a syllabus in twentieth century world history. Fairleigh Dickinson College Press, Rutherford, N.J., 1950
- The presidency of Woodrow Wilson : prelude to a world in crisis. Fairleigh Dickinson University Press, Rutherford, N.J., 1966
- zusammen mit Howard Baker Wilder: The making of modern America. in: Houghton Mifflin social studies program., History. Houghton Mifflin, Boston, 1968